# مليكة عمار شيخ
مليكة عمار شيخ (بالإنجليزية: Malika Amar Sheikh)‏ (و. 1957  م) هي مؤلفة هندية.